# Stoer
Stoer är en by i Highland i Skottland. Byn är belägen 10 km 
från Lochinver. Orten har 116 invånare (2011).